# Muzej zlata, Bogota
Muzej zlata (špansko El Museo del Oro) je muzej v Bogoti v Kolumbiji. Je ena najbolj obiskanih turističnih znamenitosti v državi. Muzej sprejme okoli 500.000 turistov na leto.
Muzej prikazuje izbor predkolumbovskega zlata in drugih kovinskih zlitin, kot je Tumbaga (nespecifična zlitina zlata in bakra) in v svojih razstavnih prostorih v drugem in tretjem nadstropju hrani največjo zbirko zlatih artefaktov na svetu. Skupaj s lončenino, kamnom, školjkami, lesom in tekstilnimi predmeti, ti predmeti, izdelani iz – staroselskih kultur – svete kovine, pričajo o življenju in razmišljanju različnih družb, ki so živele v današnji Kolumbiji pred španskim osvajanjem Amerike.

## Zgodovina
Leta 1934 je Banco de la República začela pomagati pri varovanju arheološke dediščine Kolumbije. Predmet, znan kot Poporo Quimbaya, je bil prvi v zbirki. Na razstavi je že 70 let. Muzej danes upravlja Banrepcultural.
V muzeju je znameniti zlati Muisca raft, ki so ga našli v Pasci leta 1969, ki predstavlja slovesnost novega zipa (vladarja) Muyquytá, ki je osnova za mit El Doradu. Dedič poglavarja je prevzel oblast z veliko daritvijo bogovom. Na tej predstavi ga vidimo, kako stoji v središču splava, obkrožen z glavnimi poglavarji, vsi okrašeni z zlatom in perjem.
Po desetletju dela je bil muzej oktobra 2008 razširjen in obnovljen. S prenovo je muzej organiziral stalno razstavo v petih prostorih z arheološkimi predmeti in interaktivno sobo. Dodali so tudi avditorij, nekaj začasnih razstavnih prostorov, kavarno, restavracijo in trgovino s spominki.

## Opis
Muzej ima zbirko 55.000 kosov, od katerih jih je 6000 na ogled v njihovi razširjeni zgradbi. Obstajajo dvojezični opisi skoraj vseh eksponatov. V prvem nadstropju je glavni vhod v muzej, trgovina in restavracija.
Razstave se začnejo v drugem nadstropju. Glavna soba se imenuje Ljudje in zlato v predhispanski Kolumbiji. V steklenih vitrinah so prikazana zlatarska dela različnih kultur, ki so naseljevale Kolumbijo pred prihodom španskih kolonistov. Stalna razstava je razdeljena na različne dvorane za vsako kulturo: Calima, Quimbaya,  Muisca, Zenú, Tierradentro, San Agustín, Tolima, Tairona in Urabá ter posebno sobo, imenovano Po Kolumbu.
Razstava se nadaljuje v tretjem nadstropju, z Letečim Chamanic in Darovi. Prvi prikazuje postopek šamanske slovesnosti z različnimi zlatimi predmeti, drugi je razdeljen na tri dele: Soba za daritve, Čoln za daritve in Jezero.
Na koncu razstave je Profundicijska soba z umetniškimi videoposnetki o najpomembnejših zlatih predmetih muzeja.

## Galerija
- Zlati predmeti
- Quimbayan poporo
- Pectoral kulture Tolima
- Zlata maska
- Muisca zlati morski polž
- Tunjo
- Zlata riba
- Zlata plošča
- Zlata figura